# Mario Virano
Mario Virano (Rivoli, 7 gennaio 1944 – 30 giugno 2023) è stato un architetto e dirigente d'azienda italiano.

## Biografia
Dopo la laurea presso la Facoltà di Architettura del Politecnico di Torino nel 1969, intraprese la carriera universitaria presso l'ateneo di formazione e l’università IUAV di Venezia.
Nel 1987 diresse la società di progettazione Eidos di Roma; nel 1998 fu Amministratore Delegato della Sitaf, concessionaria dell’autostrada A32 Torino – Bardonecchia.
Nel 2002 divenne consigliere di amministrazione di Anas. Sempre nel 2002 fu ideatore del Turin Health Park, che prevede di riutilizzare il distretto olimpico predisposto per i XX Giochi olimpici invernali del 2006 per far nascere la Città della Salute di Torino.  Nel 2004 sviluppò un progetto per il ponte sullo stretto di Messina.
Nel 2006 fu nominato commissario straordinario per la nuova ferrovia Torino-Lione e nel 2012 presentò l’Analisi costi-benefici della Torino Lione. Nel 2015 fu eletto direttore generale della società italo-francese TELT-Tunnel Euralpin Lyon Turin, incarico che ha ricoperto fino alla morte avvenuta il 30 giugno 2023.

## Opere
- Felice Santonastaso e Mario Virano, Autostrade e territorio. Il futuro dei servizi integrati per le concessionarie autostradali, Il Sole 24 Ore Norme & Tributi, 1999,  p. 126, ISBN 978-8883630668.
- Mario Virano, Parole sulla strada, a cura di F. Bonomo, Daniela Piazza editore, 1º luglio 2002,  p. 208, ISBN 978-8878891050.

## Riconoscimenti
- Nel 2013 ricevette il premio Torinese dell'anno 2012, assegnato dalla Camera di commercio di Torino, per aver coordinato con equilibrio e autorevolezza la realizzazione dell’Asse ferroviario Torino-Lione, avviandone il cantiere, legittimando il metodo del confronto con le istanze locali e privilegiando l’ascolto, senza perdere di vista l’obiettivo strategico della costruzione di una infrastruttura secondo gli standard europei contemporanei, in grado di contribuire efficacemente alla competitività del territorio e dell’Italia.[6]